# 斯洛文尼亞地理

斯洛文尼亚地图

斯洛文尼亞是位於中歐的一個國家。斯洛文尼亞地處阿爾卑斯山麓，臨地中海，和奧地利、匈牙利、克羅地亞、意大利接壤。海岸線長度約43公里。國土的大多數地區是丘陵及山區地形。喀斯特地貌一詞就來自于斯洛文尼亞境內的喀斯特地區。

## 外部連結
- http://www.geopedia.si/ （页面存档备份，存于） - Geodesic Institute of Slovenia – Detailed Topographic and Ortophoto maps of Slovenia